# Parmoptila woodhousei
La estrilda piquifina de Woodhouse (Parmoptila woodhousei) es una especie de ave paseriforme de la familia Estrildidae propia de las tierras húmedas de África central. El nombre científico del ave conmemora al explorador estadounidense Samuel Washington Woodhouse.

## Distribución y hábitat
Habita el bosque húmedo de las tierras bajas tropicales y subtropicales de Angola, Camerún, República Centroafricana , Congo, República Democrática del Congo, Guinea Ecuatorial, Gabón, Nigeria, Tanzania y Uganda.  Se ha estimado que su hábitat alcanza los 190.000 km² de extensión.